# Flächentarnmuster

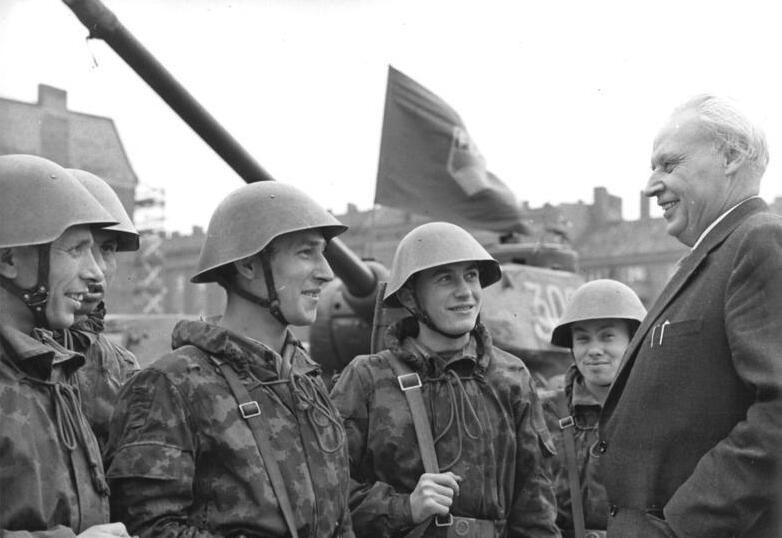
Żołnierze NRD w narzutkach w kamuflażu Flächentarnmuster. 21 sierpnia 1961

Flächentarnmuster (M58 Blumentarn, Kartoffelmuster, pol. kamuflaż kwiecisty) − kamuflaż Nationale Volksarmee używany w latach 1958−1967. Zastąpiony przez Strichmuster.
W roku 1956 utworzono siły zbrojne NRD −  Nationale Volksarmee. Początkowo stosowano kamuflaże radzieckie, lecz podjęto zamiar stworzenia własnego kamuflażu. W ten sposób powstał Flächentarnmuster.
W tym kamuflażu wykonywano narzutki (kurtka i spodnie), które nakładano na mundur garnizonowy.